# Bernard Koldeweij
Bernardus Marie (Bernard) Koldeweij (Dordrecht, 23 november 1859 - aldaar, 17 december 1898) was een Nederlands kunstschilder, tekenaar en aquarellist.

## Leven en werk
Hij werd in 1859 in Dordrecht geboren als zoon van de winkelier Bernardus Johannes Koldeweij en Pauline Marie Josephine Masion. Koldeweij volgde de kunstopleiding aan de Tekenacademie in Antwerpen en kreeg daar les van Théophile de Bock, Roland Larij, Cornelis Johannes de Vogel en Johannes Gijsbert Vogel. Hij werkte onder andere in Dordrecht en Antwerpen. Toen in 1891 bleek dat Koldeweij ernstig ziek was maakte hij reizen naar Corsica, Zwitserland en Italië (Florence).
Koldeweij was lid van Teekengenootschap Pictura in Dordrecht. In Nunspeet werd hij omstreeks 1896 opgenomen in een groepje van Maurits Constantijn Lapidoth met Gerrit Haverkamp, Henri Wouters, Jan Apol, Zeegers en Jan Kleintjes. Na zijn vertrek uit Nunspeet ging hij nog naar Blaricum. Kort daarop overleed hij in Dordrecht op 39-jarige leeftijd.
Met zijn schilderij "het Zwijndrechtse veerbootje" behaalde Koldeweij in München in 1897 de kleine gouden medaille.
In 1886 en 1887 werd zijn werk samen met dat van Jan Veth in het Dordrechts Museum tentoongesteld. In 1982 werd zijn werk geëxposeerd in het Dordrechts Museum. Zijn werk wordt gerekend tot het Dordste Impressionisme.
- Biografisch Portaal: 22310736
- Digitale Bibliotheek voor de Nederlandse Letteren: kold003
- Gemeinsame Normdatei: 174231822
- International Standard Name Identifier: 0000 0000 6964 5780
- Nederlandse Thesaurus van Auteursnamen: 069387176
- RKD-Nederlands Instituut voor Kunstgeschiedenis: 88707
- Union List of Artist Names: 500072146
- Virtual International Authority File: 96186769
- WorldCat: E39PBJq73qgt8HgJGpX9bfCJDq